# 智利鯙
智利鯙，又稱智利海鱔，為輻鰭魚綱鰻鱺目鯙亞目鯙科的其中一種，分布於東南太平洋的智利海域，為底棲性魚類，屬肉食性，生活習性不明。

## 擴展閱讀
維基物種上的相關：智利鯙